# Jorge Negretti
Jorge Negretti, natural de Bragança Paulista, é piloto de motocross, motocross freestyle e Supermoto. É um dos mais importantes pilotos do país, com dez títulos de campeão brasileiro de motocross, campeão latino americano e sul americano de motocross, além de disputas em várias categorias, como supercross, arena cross e enduro.
Nas pistas de terra e com vários obstáculos, Jorge Negretti construiu uma carreira brilhante.

## Início da carreira
Jorge Negretti começou cedo no motocross, aos nove já pilotava uma moto pônei, que estava à venda na loja de eletrodomésticos do pai. “No começo, pegava essa moto e ficava andando na frente da loja, logo cedo. Os vizinhos reclamaram muito do barulho e meu pai me mandou pro sítio, na terra. Ali eu comecei com o motocross”, brinca.
Meses depois, já em 1983, ganhou a primeira moto. Com ela, vieram as vitórias, como em Socorro, em um momento decisivo da carreira. “A moto que ganhei do meu pai já estava sem condições de uso. Eu estava bem perto de abandonar o motocross, quando fui procurado pelo meu primeiro patrocinador”, lembra.
Com o empurrão que precisava, em 1984 Jorge Negretti disputou três etapas na categoria “estreante” e, no mesmo ano, foi convidado para correr entre os profissionais. Terminou o campeonato em quarto lugar, o que lhe garantiu o título de melhor novato do ano.
Em 1985, com três anos de motocross, Jorge Negretti foi o melhor brasileiro no Mundial da modalidade, em Campos do Jordão. Carreira rápida, porém, interrompida com uma fratura no joelho, em 1986. No entanto, o afastamento momentâneo das pistas não desanimou o piloto de Bragança Paulista. No mesmo ano foi reconhecido como o melhor motociclista de 1986 pelo Comitê Olímpico Brasileiro (COB). 
Em 1987, em uma corrida história em Bragança Paulista, Jorge Negretti conquistou o primeiro título nacional “Naquela corrida, uma queda quebrou o guidão da moto. Fiz uma corrida de recuperação, venci a prova e conquistei meu primeiro campeonato”, relembra. O ano de 1987 terminou com o título das categorias 125 e 250cc.
Com as conquistas, novas portas foram abertas, inclusive no exterior. Em 1988, após uma temporada nos Estados Unidos, Jorge Negretti voltou a conquistar os títulos brasileiros nas categorias 125 e 250 cilindradas, façanha repetida dois anos depois, em 1990. Jorge também levou o campeonato de 125 cilindradas.

## Década de 1990 – títulos em três categorias
Na década de 1990, Jorge Negretti mostrou uma das suas principais características: a versatilidade. Disputou campeonatos de motocross, supercross e arenacross. Conquistou títulos em todas elas.
Em 1995 foi campeão brasileiro de Supercross, (modalidade de motocross em que as pistas são criadas dentro de estádios), paulista (125 e 250cc) e sul-americano.
Três anos depois, em 1998, de volta ao Motocross, Jorge Negretti conquistou novamente o brasileiro da modalidade. De lambuja, garantiu o vice no Supercross. Terminou como o melhor piloto do ano, conquistando ainda o paulista de motocross, supercross e arenacross.

## Anos 2000 e oMotocross Freestyle
Em 2001 Negretti conquistou o Circuito Nacional de Arenacross. No mesmo ano ele iniciou sua trajetória no Motocross Freestyle, quando criou uma rampa e reuniu pilotos da modalidade em apresentações pelo país. “Todos diziam que eu era louco, já que ninguém saltava sobre caminhão. Tive sorte de apostar em uma época que ninguém fazia isto” comenta.
Em mais de 15 anos de estrada, o “Jorge Negretti Motocross Show” já percorreu todos os estados brasileiros, em apresentações nos principais eventos do país, como etapas de Fórmula ''Truck'', Desafio Internacional das Estrelas, Salão Duas Rodas, entre outros. É considerado um dos mais importantes espetáculos sobre duas rodas. 

## Principais títulos
- Campeão Circuito Nacional de ArenaCross – cat.especial 2001.
- 1º colocado no Ranking Nacional. 1998
- Campeão Brasileiro de Motocross - cat. 250cc. 1998
- Campeão Paulista de Motocross - cat. 250cc. 1998
- Campeão Paulista de Supercross - cat. 250cc.1998
- Campeão das Federações por equipe. 1998
- Campeão Copa Belco de Enduro de Velocidade. 1998
- Campeão Copa Brasil de ArenaCross - cat. Ouro. 1998
- Campeão Troféu Lubrax de Enduro de Praia. 1998
- Campeão Copa Tauber de Motocross - cat. 250cc. 1998
- Campeão Latino Americano de Supercross – cat 250cc 1996
- Tricampeão Brasileiro de Motocross cat. 125cc, 1987, 1988 e 1990
- Tetracampeão Brasileiro de Motocross cat. 250cc, 1987, 1990, 1991, 1998
- Tricampeão Brasileiro de Supercross cat. 250cc, 1989, 1991 e 1995
- Bicampeão Paulista de Motocross Cat. 125cc, 1987 e 1995
- Tricampeão Paulista de Motocross cat. 250cc, 1987, 1988 e 1995
- Tricampeão Paulista de Supercross cat. 250cc, 1989, 1990 e 1996
- Campeão Paulista de Supercross cat. 125 cc, 1990
- Campeão Sul Americano de Motocross 125 cc- 1995
- Campeão Campeonato de Manobras, Venezuela, 1992